# Clube de Futebol Os Belenenses 2011-2012
Questa voce raccoglie le informazioni riguardanti il Clube de Futebol Os Belenenses nelle competizioni ufficiali della stagione 2011-2012.

## Rosa
Fonte:
| N. |                       | Ruolo | Calciatore        |
| -- | --------------------- | ----- | ----------------- |
|    | Portogallo (bandiera) | P     | Adolfo Leite      |
|    | Portogallo (bandiera) | P     | Júlio Coelho      |
|    | Brasile (bandiera)    | P     | Paulo César       |
|    | Portogallo (bandiera) | D     | Duarte Machado    |
|    | Portogallo (bandiera) | D     | Igor Pita         |
|    | Brasile (bandiera)    | D     | Léo Kanu          |
|    | Portogallo (bandiera) | D     | Pedro Ribeiro     |
|    | Brasile (bandiera)    | D     | Rafael Santos     |
|    | Brasile (bandiera)    | D     | Rodrigo Antônio   |
|    | Portogallo (bandiera) | C     | André Pires       |
|    | Portogallo (bandiera) | C     | Fábio Sturgeon    |
|    | Portogallo (bandiera) | C     | Fernando Ferreira |

| N. |                       | Ruolo | Calciatore       |
| -- | --------------------- | ----- | ---------------- |
|    | Benin (bandiera)      | C     | Djiman Koukou    |
|    | Portogallo (bandiera) | C     | Miguel Rosa      |
|    | Brasile (bandiera)    | C     | Sidnei           |
|    | Brasile (bandiera)    | C     | Victor Bolt      |
|    | Brasile (bandiera)    | A     | Víctor Silva     |
|    | Senegal (bandiera)    | C     | Insa Sagna       |
|    | Brasile (bandiera)    | A     | Geovane Maranhão |
|    | Portogallo (bandiera) | A     | Rui Varela       |
|    | Capo Verde (bandiera) | A     | Tiago Almeida    |
|    | Portogallo (bandiera) | A     | Tomané Nunes     |
|    | Portogallo (bandiera) | A     | Ricardo Viegas   |
|    | Brasile (bandiera)    | A     | Waldir           |